# La Dame de Monsoreau (film 1913 Tourneur)
La Dame de Monsoreau è un cortometraggio muto del 1913 sceneggiato e diretto da Maurice Tourneur.
È uno degli adattamenti per lo schermo (la sceneggiatura è firmata dallo stesso regista) di La dama di Monsoreau, romanzo storico di Alexandre Dumas padre pubblicato in Francia nel 1846.

## Trama
Il signore di Montsoreau riesce a sposare con l'inganno una bellissima nobildonna, tenendola poi chiusa in casa praticamente prigioniera. La dama riesce però a incontrare il nobile Bussy e i due si innamorano perdutamente l'uno dell'altra. Il gelosissimo e crudele Monsoreau fa uccidere dai suoi sicari l'infelice amante.

## Produzione
Non si conoscono note produttive del film.

## Distribuzione
Nello stesso anno, in Francia uscì un altro film dallo stesso titolo, diretto da Émile Chautard.